# Wii Fit

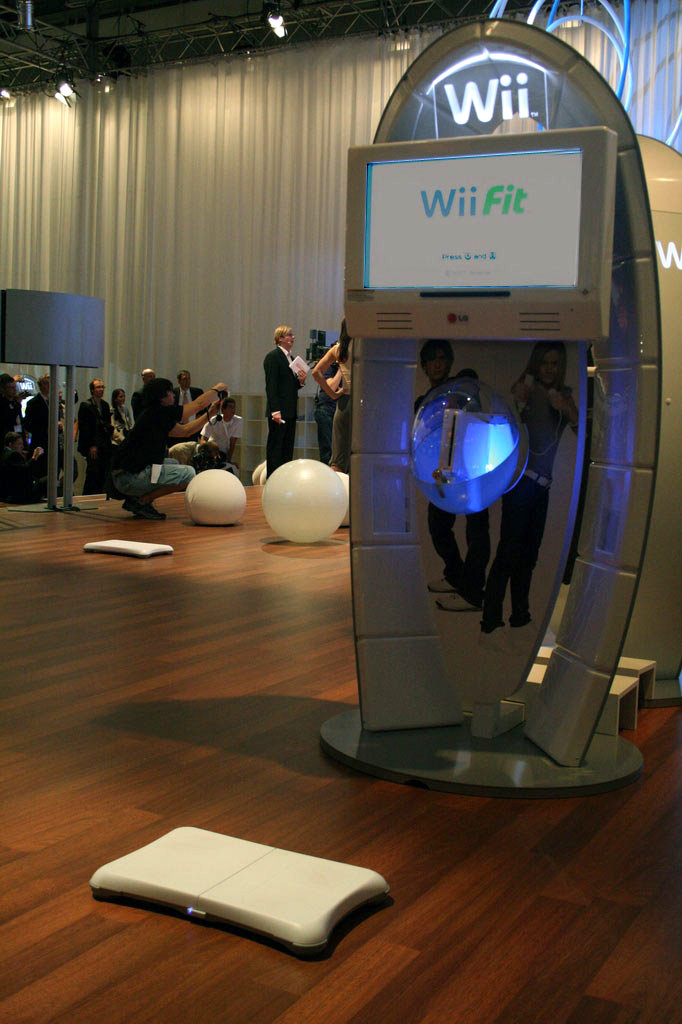
Wii Fit bij een videogameconventie in Leipzig.

Wii Fit is een door Nintendo ontwikkeld spel voor de Nintendo Wii. In dit spel kunnen er verschillende fitnessoefeningen worden gedaan. Het spel wordt gespeeld met een speciale bewegingsgevoelige weegschaal die de naam Wii Balance Board heeft. Deze weegschaal registreert ook het evenwicht en kan de BMI berekenen. In 2008 werden er 8,31 miljoen exemplaren van het spel verkocht.
Er zijn ruim 40 verschillende activiteiten, onderverdeeld in vier categorieën:
- Yogaoefeningen
- Spieroefeningen
- Aerobicsoefeningen
- Balansspellen

Daarnaast is er een body test.

## Yogaoefeningen
Er zijn vijftien soorten yogaoefeningen, waarvan er drie zonder Wii Balance Board zijn te doen.
- Breathing Exercise
- Half-Moon
- Warrior
- Tree
- Sun Salutation
- Standing Knee
- Palm Tree
- Chair
- Triangle
- Downward-Facing Dog
- King of the Dance
- Cobra
- Bridge
- Crocodile Twist
- Shoulderstand

## Spieroefeningen
Er zijn vijftien verschillende soorten spieroefeningen waarvan drie challenges (uitdagingen), waarbij je je train(st)er uitdaagt voor een wedstrijd.
- Single Leg Extension - Een oefening voor de torso, heupen en triceps.
- Press-up & Side Stand - Een oefening voor de borst-, schouder- en armspieren.
- Torso & Waist Twists - Een oefening voor de zijkant van de buikspieren.
- Jackknife - Een oefening voor de buikspieren.
- Lunge - Een oefening voor de dijen en heupen.
- Rowing Squad - Een oefening voor de dijen en de rug.
- Single Leg Twist - Een oefening voor de zijkant van de buikspieren.
- Sideways Leg Lift - Een oefening voor de zij- en schouderspieren.
- Parallel Stretch - Een oefening voor de diepe spieren in de torso.
- Triceps Extension - Een oefening voor de triceps. Bij deze oefening maakt de speler gebruik van een Wii Remote in plaats van de Wii Balance Board.
- Arm & Leg Lift - Een oefening voor de schouder- en heupspieren. Ook hier wordt alleen de Wii Remote gebruikt.
- Single Arm Stand - Een oefening voor de buik- en dijspieren.
- Press-up Challenge - De train(st)er uitdagen wie de meeste Press-ups kan doen.
- Jackknife Challenge - De train(st)er uitdagen wie de meeste Jackknife's kan doen.
- Parallel Stretch Challenge - De train(st)er uitdagen wie het langst de Parallel Stretch kan volhouden.

## Aerobicsoefeningen
Deze oefeningen zijn bedoeld om de speler in een goede conditie te behouden.
- Hula-Hoop - De speler moet door middel van draaiende heupbewegingen en door naar links en rechts te leunen zo veel mogelijk hoepels vangen en rond laten draaien om een zo hoog mogelijke score te behalen.
- Basic Step - De speler gebruikt het bord als opstapje om verschillende stapbewegingen te maken. Deze komen op het scherm te staan, en door op het juiste tijdstip de opdracht uit te voeren, kan er een hogere score behaald worden. Bij deze oefening beperkt het zich tot het naar voren en opzij op- en afstappen.
- Jogging - Hier is het Wii Balance Board niet nodig. De speler stopt de Wii Remote in een broekzak of houdt hem in de hand(indien een speler geen zakken heeft), en kan op de plaats joggen. Op het scherm wordt een route gelopen.
- Super Hula-Hoop - Dit is een uitgebreide versie van het 'Hula-Hoop'-spel.
- Step Plus - Dit is een uitgebreide versie van het 'Basic Step'-spel.
- 2-Player Jogging - Dit is hetzelfde als het 'Jogging'-spel, maar dan met twee spelers.
- Boxing - Dit is de enige activiteit waarbij de Nunchuk gebruikt wordt. De speler krijgt een combinatie van slagen en stappen te zien, en moet deze in een bepaald ritme imiteren. Hoe beter het ritme, hoe hoger de score.
- Free Step - Dit is een uitgebreide versie van het 'Basic Step'-spel. Hierbij kan de speler zelf bepalen wat hij doet, en ondertussen een ander kanaal opzetten. De Wii Fit telt alle stappen.
- Free Jogging - Dit is een uitgebreide versie van het 'Jogging'-spel. Hierbij kan de speler zelf bepalen hoelang hij loopt.

## Balansspellen
Er zijn negen verschillende balansspellen, waarvan er bij een paar een hogere moeilijkheidsgraad ingesteld kan worden.
- Heading (Koppen) - De speler staat op het bord en leunt naar links en rechts om inkomende voetballen weg te koppen en schoenen en pandaberen te ontwijken.
- Ski slalom - De speler gebruikt het bord als ski's en moet naar links en rechts leunen om door poortjes op de piste te sturen.
- Ski jump (Schansspringen) - Ook hier gebruikt de speler het bord als ski's, door licht door de knieën gebogen naar voren te leunen en op het juiste moment af te zetten om een zo hoog mogelijke afstand en dus score te halen. Je moet wel opletten dat je niet van het bord springt!
- Table Tilt - De speler staat op het bord en gebruikt zijn balans om een tafel te bewegen. Op deze tafel liggen ballen, die de speler in de in de tafel gemaakte gaten moet zien te krijgen.
- Tightrope Tension (Koorddansen) - De speler moet zijn karakter over een touw begeleiden, door afwisselend links en rechts op het bord te stappen, en het evenwicht van zijn karakter te bewaren.
- Balance Bubble - De speler zit in een bel op een rivier, en moet zo snel mogelijk naar de finish zien te komen zonder obstakels te raken.
- Penguin Slide - Als pinguïn moet de speler over een stuk ijs glijden om zo veel mogelijk opspringende vissen te vangen. Het bord wordt gebruikt om het stuk ijs heen en weer te balanceren.
- Snowboard Slalom - De speler legt het bord dwars t.o.v. het scherm en leunt licht door de knieën gebogen naar voren en naar achter om om de vlaggen op de piste te snowboarden.
- Lotus Focus - De speler moet in kleermakerszit of in de lotuspositie plaatsnemen op het bord, en zo stil mogelijk naar een kaars op het scherm kijken die eventuele bewegingen weergeeft. De speler moet dit zo lang mogelijk vol houden, terwijl er verschillende pogingen tot afleiding plaatsvinden. De maximale score die hierbij behaald kan worden is 180 seconden. Dit betekent dat de speler drie minuten doodstil moet zitten.

## Body Test
Bij de Body Test wordt het gewicht en de balans berekend van de speler. De vooruitgangen worden per dag opgeslagen en weergegeven in grafieken. Er zijn grafieken voor het gewicht, de BMI, en de Wii Fit Age. Deze leeftijd wordt getest aan het einde van de Body Test, door middel van twee balanstesten. De Wii Fit Age laat het verschil zien tussen de werkelijke leeftijd en de gemeten leeftijd die bij de testresultaten horen.

## Trivia
- Het spel is opgenomen in het boek 1001 Video Games You Must Play Before You Die van Tony Mott.

## Vervolg
Op de E3 2009 werd er een vervolg aangekondigd, Wii Fit Plus genaamd.